# Les Dix Enfants que madame Ming n'a jamais eus
Les Dix Enfants que madame Ming n'a jamais eus est un récit d'Éric-Emmanuel Schmitt, paru en 2012. Il s'agit du sixième volet du Cycle de l'invisible.

## Résumé
Un homme d’affaires français fait couramment des voyages en Chine.
Pendant ses tractations, il rencontre Madame Ming, responsable des toilettes de l’hôtel où il loge.
Et elle lui explique qu’elle a dix enfants,. Plusieurs enfants en Chine, malgré la politique de l’enfant unique ? Impossible ! Et pourtant, cette bientôt vieille femme se fait un plaisir de raconter en détail les caractéristiques bien particulières de ses dix fils et filles, afin de convaincre son interlocuteur. Au fil des récits, elle cite Confucius et transmet une vision profonde et poétique de l’existence.
Fabule-t-elle, au pays de l’enfant unique ? A-t-elle contourné la loi ? Aurait-elle sombré dans une folie douce ? Et si cette progéniture n’était pas imaginaire ?

## Éditions
Édition imprimée originale
- Éric-Emmanuel Schmitt, Les Dix Enfants que madame Ming n'a jamais eus, Paris, éd. Albin Michel, 2 avril 2012, 126 p., 130mm x 200mm (ISBN 978-2-226-22069-1 et 2-226-22069-0).

Édition imprimée au format de poche
- Éric-Emmanuel Schmitt, Les Dix Enfants que madame Ming n'a jamais eus, Paris, Librairie générale française, coll. « Le Livre de poche », 7 janvier 2015, 96 p. (ISBN 978-2-253-02040-0).

Livre audio
- Éric-Emmanuel Schmitt, Les Dix Enfants que madame Ming n'a jamais eus, Paris, Audiolib, 16 mai 2012 (ISBN 978-2-35641-486-1, BNF 42667744, présentation en ligne). Texte intégral ; narrateur : Éric-Emmanuel Schmitt ; support : 2 disques compacts audio ; durée : 1 h 46 min environ

## Distinction
En 2018, l'auteur reçoit pour ce récit à Istanbul le Prix Littéraire Notre Dame de Sion des Lycéens.